# Veleskokan goliáší
Veleskokan goliáší (Conraua goliath) je největší známý druh žáby na světě. Žije na poměrně malém území v západní Africe. Počet jedinců klesá v důsledku lovu a ničení jeho přirozeného prostředí v pralesích.

## Popis druhu
Dospělí jedinci dosahují délky trupu až 40 cm, s nataženýma nohama pak 96 cm a hmotnosti až 4 kg. Veleskokan goliáší je známý svojí výjimečnou schopností skákat – nejdelší zaznamenané skoky měří až 6 metrů. Dvěma až třemi takovými skoky se však žáby obvykle unaví. Dožívá se věku až 15 let. O jeho rozmnožování je dosud známo velmi málo; v zajetí přežívá obtížně a nerozmnožuje se.

## Biotop
Veleskokan goliáší žije zpravidla v rychle tekoucích řekách s písčitým dnem v Kamerunu a Rovníkové Guineji protékajících pralesními oblastmi s vysokou teplotou a vlhkostí vzduchu. Voda v těchto řekách bývala čistá a bohatá na kyslík; od konce 20. století však místy dochází ke znečištění řek chemickými látkami a k mýcení pralesů, čímž se jejich přirozené prostředí ocitá v ohrožení.

## Vztahy s člověkem
Místní Mbové věří, že tyto žáby jsou převtělení kouzelníci obývající posvátné vodopády. V některých oblastech byl veleskokan goliáší naproti tomu odchytáván a jeho maso připravováno k jídlu jako pochoutka. Žáby byly také loveny a vyváženy do zoologických zahrad nebo prodávány chovatelům. Poté, co byl veleskokan zařazen na seznam ohrožených druhů, vydala vláda Rovníkové Guiney vyhlášku omezující počet exportovaných jedinců za rok na 300. Určitou ochranu jim zajišťuje jejich nepřístupné prostředí – i nejzkušenější sběrači jsou schopni najít jen několik málo žab za jeden lov.